# Air Buluh (Mendo Barat)
Air Buluh is een bestuurslaag in het regentschap Banka van de provincie Bangka-Belitung, Indonesië. Air Buluh telt 1230 inwoners (volkstelling 2010).